# Гасымов, Юсиф Али оглы
Юсиф Али оглы Гасымов (азерб. Yusif Əli oğlu Qasımov; род. 1948, Агдам) — советский танцор, народный артист Азербайджанской Республики (1991).

## Жизнь и творчество
Гасымов Юсиф Али оглу родился в 1948 году в городе Агдам. Он поступил в школу в 1955 году и окончил ее в 1966 году.
С 1959 года проживает в Баку. В 1961 году он пошел в танцевальный кружок народного артиста Боюкаги Мамедова в бывшем доме пионеров. В 1966-1967 годах он был победителем танцевальных конкурсов, проводившихся в республике. В 1967 году он стал первым лауреатом танцевальных конкурсов среди социалистических стран, проходивших в Москве. В 1968 году был удостоен Гран-при Международного конкурса классических и национальных танцев в Кракове, Польша.
В том же году он получил приглашения от многих профессиональных коллективов (И. Моисеева, Сибирский ансамбль Каденко, Ансамбль Донских казаков, Воронежский ансамбль, Дагестанский ансамбль Лезгинка). Несмотря на эти предложения, он хотел испытать себя и на родине. В 1968 году народный артист Алибаба Абдуллаев пригласил Ю. Гасымова в Государственный ансамбль песни и пляски. Проработав некоторое время в этом ансамбле, в 1969 году стал солистом Военного ансамбля ПВО. В 1970 году за время работы в ансамбле Ю. Гасымов был награжден Почетной грамотой Министерства обороны по случаю 100-летия В.И.Ленина за высокие профессиональные выступления.
В 1974 году Ю.Гасымов был принят в качестве солиста в Азербайджанский государственный ансамбль танца. В 1982 году он был награжден «Почетной грамотой» Президиума Верховного Совета Азербайджанской Республики. В 1993 году работал репетитором Азербайджанского государственного ансамбля танца. С 2005 по 2013 год Юсиф Гасымов работал главным балетмейстером Азербайджанского государственного ансамбля танца.
В 1991 году народная артистка СССР Лейла Векилова назначила Ю. Гасымова преподавателем национального танца в Бакинское хореографическое училище.
В 1999 году Юсиф Гасымов создал танцевальный ансамбль «Звезды Баку», состоящий из студентов Бакинского хореографического училища. Ансамбль занял первое место на соревнованиях, прошедших в 2000 году в Канаде и США. В 2004-2005 годах он становился победителем фестивалей в Париже, Франция. В рамках фестиваля Ю.Гасымов был приглашен на исполнение «Мастер-классов» по национальному танцу в Парижской хореографической академии. Занятия прошли на высоком уровне, также на занятиях присутствовали студенты, работающие в вышеназванном ансамбле.
Вместе со студентами Бакинского хореографического училища он был удостоен высших наград на фестивалях, проведенных в Словении в 2006-2007 годах . В 2008 году четыре студента Ю.Гасымова были награждены президентскими стипендиями за выступления на высоком уровне на мероприятии, организованном Первым вице-президентом Азербайджанской Республики Мехрибан Алиевой в ЮНЕСКО в Париже и Брюсселе.
Под руководством Юсифа Гасымова ансамбль «Звезды Баку» выиграл соревнования «Дельфийских игр» в 2008 году в Саратове, Россия, в 2010 году в Австрии, в 2011 году в Турции, в 2012 году в Нидерландах, а также был удостоен награды "Гран-при" международного конкурса в 2013 году в Беларуси. Ансамбль выигрывал фестивали в Сербии в 2014 году и в Швеции в 2015 году. В 2016 году ансамбль «Звезды Баку» был удостоен высшей награды фестиваля во французской провинции Нормандия, а Ю. Гасымов был награжден памятной медалью Сената Франции. Ансамбль занял первое место на конкурсе, прошедшем в 2017 году в Екатеринбурге, Россия.
В 2015 году Ю. Гасымов был постановщиком композиции, посвященной памяти Гейдара Алиева, в Бакинской хореографической академии , а также в 2016 году композиции первого международного конкурса имени Гамар Алмасзаде.
В 2016 году приказом министра культуры Абульфаза Гараева Ю. Гасымов был награжден почетной грамотой за поставленный танец в концертной программе седьмого форума, проходящего в Баку. В 2015-2017 годах он был награжден почетной грамотой Министерства культуры за заслуги в развитии национальных танцев Азербайджана.
В 2017 году Ю. Гасымов был постановщиком пяти из всех танцев, поставленных для композиции под названием «Азербайджан - моя страна». В 2018 году он стал автором танцевальной композиции по пьесе гениального Узеира Гаджибейли «Аршин мал алан». В 2018 году Ю.Гасымов стал автором заключительной композиции второго Международного конкурса имени Гамар Алмасзаде. Первое место в этом конкурсе было присуждено ученикам Ю. Гасымова.
За 50 лет профессионального творчества он был постановщиком многочисленных танцев как в Государственном ансамбле танца, так и на Государственных мероприятиях, а также в Хореографической Академии (училище). Ю. Гасымов за эти годы подготовил много студентов. Среди учеников Ю. Гасымова много заслуженных и народных артистов.
Во время своего выступления на сцене Юсиф Гасымов представлял азербайджанские национальные танцы на высоком уровне примерно в 70 странах мира (Иран, бывшая Югославия, Франция, Португалия, Англия, Италия, Турция, бывшая Федеративная Республика Германия, Тунис, Испания, Индия, Австрия, Финляндия, Япония, Норвегия, Ирак, Пакистан, Китай, Египет, Таиланд и др.).
В настоящее время он является главным преподавателем кафедры национального танца Бакинской  Хореографической Академии и является одним из авторов разработанной на кафедре программы «Национальный танец» (3-й класс - 3-й курс).

## Награды
6 мая 2015 года , 6 мая 2016 года , 9 мая 2018 года , 10 мая 2019 года  и 7 мая 2020 года  Ю. Гасымову была присуждена Президентская премия.
В 2023 году получил персональную пенсию Президента Азербайджанской Республики.